# 1980 v letectví
Tento článek obsahuje seznam událostí souvisejících s letectvím, které proběhly roku 1980.

## Události

### Březen
- 12.–14. března – dva bombardéry B-52 Stratofortress oblétají Zemi bez mezipřistání za 42,5 hodiny
- 14. března – havárie stroje Iljušin Il-62 letu LOT 007 na letišti Varšava-Okęcie
- 28. března – Learjet dodává zákazníkům svůj 1000. letoun

### Červenec
- 21. července – stíhacímu letounu F-16 je slavnostně přiděleno bojové jméno Fighting Falcon (Bojový sokol)

### Září
- 22. září – Irák útočí na Írán, začíná Irácko-íránská válka.

### Říjen
- 20. října – první letecký souboj Irácko-íránské války, irácký MiG-21 je sestřelen íránskými F-4 Phantom II

## První lety

### Březen
- 14. března – Grob G 109
- 28. března – Rolladen-Schneider LS4

### Duben
- 9. dubna – Akaflieg Braunschweig SB-12

### Květen
- HpH 304
- 13. května – Antonov An-3

### Červen
- 4. června –Mitsubishi F-15J
- 20. června – Beechcraft Commuter
- 24. června – Microturbo Microjet 200, F-WZJF

### Červenec
- 1. července – QAC Quickie Q2
- 12. července – KC-10 Extender, 79-0433
- 16. července – British Aerospace Nimrod AEW3
- 21. července – Caproni Vizzola Ventura
- 23. července – Aérospatiale Dauphin II

### Srpen
- 11. srpna – Learjet Longhorn 50
- 16. srpna – EMBRAER Tucano, 1300
- 19. srpna – Boeing Vertol Model 234

### Září
- 26. září – Shanghai Y-10
- 30. září – Monnett Monex

### Říjen
- 9. října – Hoffman H36 Dimona
- 23. října – Pottier P.100
- 23. října – Striplin Lone Ranger

### Listopad
- 6. listopadu – Macready Solar Challenger
- 8. listopadu – Nash Petrel

### Prosinec
- 2. prosince – Gyroflug Speed Canard
- 8. prosince –  Robin R3140
- 16. prosince –  Glasflügel 402
- 31. prosince –  SZD-51 Junior